# Genzo Wakabayashi
Benjamin Price, más conocido como Benji Price  (若林　源三 Wakabayashi Genzō en la versión original japonesa, Thomas Price en la versión en francés?),es uno de los protagonistas de la serie Capitán Tsubasa (Super Campeones en América latina y Campeones en España) y sus consiguientes secuelas, Captain Tsubasa J y Road to 2002.

## Biografía
Genzo, hijo de una rica y poderosa familia de Japón, vive junto con su entrenador en una mansión en medio de la ciudad, donde día a día práctica para ser el mejor portero del mundo. Es así como se hizo con la fama de un portero invencible ganándose  el título de S. G. G. K, "Super Great Goal Keeper". (En España y Latinoamérica se le apodó como "Benji pantera Price" y "Benji Price paralotodo") 
En una primera impresión es de carácter duro, un líder nato, orgulloso, soberbio y altanero, no concibe la idea de ser vencido y su único objetivo es convertirse en el mejor de todos. Es así como su orgullo se ve herido cuando Tsubasa Ōzora ("Oliver Atom") logra anotarle un gol en una práctica que enfrentaba al equipo del Nankatsu F. C. ("New Team" o "Niupi") y al Shutetsu F. C. ("San Francis").
Más adelante entablaría una gran amistad con este, siendo compañeros de equipo en el primer Campeonato Nacional de fútbol japonés con el equipo del Nuevo Nankatsu F. C. ("NewTeam"), tras seleccionarse los mejores jugadores del Nankatsu y Shutetsu, también de otros equipos como Nishigaoka (Hanji Urabe, "Jack Morris") y Yamabuki (Takeshi Kishida, "Charlie Custer"). 
A partir de ahí su amistad creció y juntos persiguieron el mismo sueño, convertirse en jugadores profesionales y llevar a Japón a la Copa del Mundo. Sin embargo a la temprana edad de 12 años, es llevado a jugar a Alemania donde se desarrollaría como profesional, primero en la liga juvenil (sub-16) y luego en el equipo mayor del Hamburgo S.V.. Tres años más tarde, el equipo de Japón, llegó a Alemania, donde jugó un partido amistoso contra el Hamburgo. El encuentro se llevó a cabo con Hyuga como capitán y sin contar con Tsubasa por su lesión en el hombro.
Al inicio, la defensa de Hamburgo parecía débil, momentos después Benji dijo que estaba probando las capacidades de su selección, deteniendo todos los disparos especiales de Kojiro Hyuga, Hikaru Matsuyama (Armand Callahan), entre otros. Schneider anotó tres goles contra Ken Wakashimazu (Richard Tex-Tex), quien se lastimó el brazo izquierdo debido a la potencia del disparo. Schneider quedó decepcionado por eso. Entonces entró Morisaki pero no pudo detener los dos goles siguientes. El resultado final, quedó en 5-1 a favor del Hamburgo. Genzo le dijo a Hyuga que mientras Japón tenga a alguien como Hyuga como el capitán, el equipo no iba a ganar un solo partido.
Después de eso, el entrenador Mikami vio a un Wakabayashi triste y le dijo que estaba arrepentido por haberle hecho hacer el papel de malo, pero Genzo le dijo que no había problema, ya que estaba contento de ver un nuevo Hyuga en ese campo. También le preguntó si él podría ser un miembro del equipo de Japón, Mikami lo aceptó y se convirtió en el segundo portero del equipo, con el número 22, permaneció en el banco hasta el partido contra Alemania, ya que la mano derecha de Wakashimazu estaba herida. Ken dijo que si su mano estuviera bien no le permitiría a Wakabayashi jugar, pero tenía que jugar en ese momento. El partido terminó con la victoria de Japón 3-2 contra Alemania.
En el Mundial Juvenil, ambos brazos de Benji resultaron heridos a causa de los tiros de Brian Cruyfford y Stefan Levin, sin embargo, él se las arregló para proteger a todos los disparos contra Japón en las Eliminatorias de Asia contra Tailandia, China y Arabia Saudita para el Mundial, siendo reemplazado por Wakashimazu en el resto del torneo. En el Mundial en si, no pudo disputar la fase de grupos ya que estaba recuperándose de sus lesiones en Alemania, donde el entrenador Gamo lo dejó jugar los cuartos contra Suecia para que pueda "ajustar cuentas" con Levin, yendo 1 a 0 a la semifinal contra Paises Bajos, donde pudo enfrentarse contra Cruyfford una vez más, dejando la portería en cero.
En la final contra Brasil, en el primer tiempo pudo junto a su equipo aguantar los constantes contrataques de los brasileros y a Carlos Santana y sus potentes Rolling Overhead Kick y Skywing Shot, hasta que en el minuto 14, Santana logra vencerlo para anotar el primer gol del partido. Después, al agarrar uno de los botines del delantero brasilero, se lesiona pero logra pasarle el balón a Tsubasa, quien anota el gol del empate. Con el doblete de Tsubasa, Japón llegaría al minuto 90 con la victoria asegurada a 2-1, hasta que Roberto Hongo hizo que Natureza, el jugador "fantasma" de Brasil entrase, declarando que meterá un gol por minuto. Natureza después de vencer a Tsubasa, anota con un Tiro con Efecto desde fuera del area de penal, rompiendo la leyenda del Super Great Goalkeeper que Genzo portaba y que sólo pudo ser batido por Schneider. Al empatar, se buscará un gol de oro, pero él tendrá que ser reemplazado ya que su lesión empeoró al bloquear los tiros de Santana y Natureza, y tuvo que ser reemplazado por Wakashimazu.
En Camino a 2002, el Bayern de Múnich, con Schneider, Levin y Xiao, ganó por 2-1 ante el Hamburgo. Debido a la "innecesaria" superposición de Wakabayashi cerca del final de ese partido, el entrenador de Hamburgo le guardó rencor a éste y terminó por no jugar más. Así, en Golden-23, se unió al equipo olímpico japonés. Él defendió perfectamente la portería de Japón en el comienzo de las eliminatorias asiáticas, dando una sensación de seguridad para el equipo. Sin embargo, siendo gravemente herido en el ojo en el partido contra Australia, llegó a ser incapaz de jugar el resto de los preliminares.
En Rising Sun, ya curado de la lesión del ojo, Genzo logra volver al equipo titular de Japón, defendiendo la porteria en los partidos contra Nueva Zelanda, México y Argentina. En los cuartos de final, tuvo que ser reemplazado en el partido contra Alemania ya que tuvo una lesión de espalda que le dejó con 100 puntos para cerrar la herida. En el hospital, se reúne con sus ex-compañeros del Hamburgo S.V., Hermann Kaltz y Karl-Heinz Schneider, a quienes le dice que ya que quiere desafiar a Tsubasa Ōzora otra vez, ya que juega en el F.C. Barcelona, se unirá al Bayern de Múnich con Schneider y ganar la Bundesliga y la Liga de Campeones

## Equipos manga y anime
Clubes
| Club           | País     | Etapa                       | Dorsal    |
| -------------- | -------- | --------------------------- | --------- |
| Shutetsu       | Japón    | Shoogaku (6-12 años)        | "1"       |
| Nankatsu F. C. | Japón    | Chuugaku (12 años)          | "1"       |
| Hamburg SV     | Alemania | Semiprofesional Profesional | "1"; "22" |

Selecciones
| Selección      | País  | Categoría           | Dorsal |
| -------------- | ----- | ------------------- | ------ |
| Japón Jr.      | Japón | Sub-12 (solo anime) | "1"    |
| Japón Sub-16   | Japón | Sub-16              | "22"   |
| Japón Sub-19   | Japón | Sub-19              | "1"    |
| Japón Olímpica | Japón | Sub-22 (solo manga) | "1"    |

## Rivales
Entre sus rivales más conocidos encontramos a los siguientes:
- Ozora Tsubasa (Oliver Atom): fueron rivales pero luego se hicieron amigos y compañeros de equipo hasta que Genzo se fue a Alemania.
- Kojirō Hyūga (Mark Lenders en España; Steve en Latinoamérica): incluso llegó a golpearlo cuando se enfrentaron en un amistoso Japón Vs Hamburgo.
- Karl Heinz Schneider: jugaron juntos un tiempo en el Hamburgo y luego Karl fue transferido al Bayern Munich.
- Stefan Levin: capitán de la selección de Suecia y rival de Genzo en la Bundesliga, en el manga se relata como este jugador junto con Brian Cruyfford le rompen las manos a Wakabayashi con sus poderosos tiros.
- Brian Cruyfford: capitán de la selección de los Países Bajos, en el manga se relata como este jugador junto con Stefan Levin le rompen las manos a Benji con sus poderosos tiros.
- Ken Wakashimazu (Ed Warner en España; Richard Tex-Tex en Latinoamérica): segundo mejor portero de Japón y competencia de Wakabayashi en los torneos juveniles.